# Две столице и позадина
„Две столице и позадина“ је југословенски филм из 1967. године. Режирао га је Небојша Комадина, а сценарио је писао Александар Поповић.

## Улоге
| Глумац             | Улога |
| ------------------ | ----- |
| Петар Банићевић    |       |
| Павле Богатинчевић |       |
| Мира Николић       |       |